# 歴史漫才 ヒストリーズ・ジャパン
『歴史漫才 ヒストリーズ・ジャパン』（れきしまんざい ヒストリーズ・ジャパン）は、2017年7月から9月まで、東名阪ネット6加盟局で放送のバラエティ番組である。
本稿では、当番組の前身である舞台作品の『ヒストリーズ・ジャパン』についても記載する。

## 概要
前身は、2015年・2016年に上演された舞台作品で、なるせゆうせいが演出を手掛けた『ヒストリーズ・ジャパン』である。内容としては、出演者が歴史上の偉人になりきり、コンビまたはトリオのユニットを結成して漫才を行うというものである。
舞台版の好評を受け、テレビ版が2017年に制作されることになった。テレビ版では、ナビゲーターとして、自身も歴史好きである大林素子を起用。漫才の演者は、舞台俳優やお笑い芸人などを幅広くキャスティングしている。

## 出演者
ナビゲーター
- 釈迦林素子 - 大林素子
身長が184メートルある釈迦（実際の大林の身長は184センチメートル）。

| 其の一（飛鳥時代） - 聖徳太子 - 桜花昇ぼる - 小野妹子 - 山田ジェームス武 - 中大兄皇子 - 赤澤燈 - 中臣鎌足 - 森本亮治 - 蘇我入鹿 - 岡田地平 | 其の二（飛鳥時代 - 奈良時代） - 大友皇子 - 鳥越裕貴 - 大海人皇子 - 松陰寺太勇（ぺこぱ） - 桓武天皇 - 畑中智行 - 最澄 - 杉江大志 - 道鏡 - 寺山武志 | 其の三（平安時代） - 紫式部 - 佐藤蕗子 - 清少納言 - 小野由香 - 平将門 - 服部弘敏 - 菅原道真 - 松陰寺太勇（ぺこぱ） - 崇徳上皇 - 中村翼 | 其の四（鎌倉時代） - 源頼朝 - 小笠原健 - 源義経 - 君沢ユウキ - 北条政子 - はら（ゆにばーす） - 後鳥羽上皇 - 川瀬名人（ゆにばーす） | 其の五（室町時代） - 楠木正成 - 赤澤燈 - 足利尊氏 - 染谷俊之 - 一休 - 中村優一 - 足利義満 - 杉江大志 |

| 其の六（戦国時代） - 北条早雲 - 中村優一 - 今川義元 - 染谷俊之 - お市 - 松田彩希 - 柴田勝家 - 森本亮治 - 浅井長政 - 畑中智行 | 其の七（戦国時代 - 江戸時代） - 黒田官兵衛 - 横山裕之（天狗） - 竹中半兵衛 - 南羽翔平 - 天草四郎 - 谷佳樹 - 松平信綱 - 鳥越裕貴 | 其の八（江戸中期 - 幕末） - 徳川綱吉 - 岡田地平 - 堀田正俊 - 寺山武志 - 徳川斉昭 - 房野史典（ブロードキャスト!!） - 井伊直弼 - ムーディ勝山 | 其の九（幕末 - 明治時代） - 山本八重 - 大林素子 - 毛利敬親 - ミッキーボード（かりすま〜ず） - 山縣有朋 - 小笠原健 - 西郷隆盛 - 小野由香 - 伊藤博文 - 上田悠介 | 其の十（明治以降） - 野口英世 - 君沢ユウキ - 北里柴三郎 - 上田悠介 - 管野スガ - 佐藤蕗子 - 幸徳秋水 - ミッキーボード（かりすま〜ず） |

## スタッフ
- 演出・脚本 - なるせゆうせい
- 制作著作 - 歴史漫才 ヒストリーズ・ジャパン制作委員会（TBSサービス・オフィスインベーダー（なるせゆうせいの事務所）・ローソンHMVエンタテイメント・テレビ神奈川・テレビ埼玉・千葉テレビ放送・三重テレビ放送・京都放送・サンテレビジョン）

## ネット局
| 放送地域 | 放送局           | 系列                                    | 放送日時           | 放送期間              | 備考 |
| -------- | ---------------- | --------------------------------------- | ------------------ | --------------------- | --- |
| 神奈川県 | テレビ神奈川     | 独立局 （東名阪ネット6加盟） 共同制作局 | 火曜 23:00 - 23:30 | 2017年7月4日 - 9月5日 | 7月18日・25日は『都市対抗野球大会ダイジェスト』（5いっしょ3ちゃんねる共同制作）のため、 23:30 - 24:00に変更。 |
| 埼玉県   | テレビ埼玉       | 独立局 （東名阪ネット6加盟） 共同制作局 | 日曜 24:00 - 24:30 | 2017年7月2日 - 9月3日 | |
| 千葉県   | 千葉テレビ放送   | 独立局 （東名阪ネット6加盟） 共同制作局 | 木曜 23:00 - 23:30 | 2017年7月6日 - 9月7日 | |
| 三重県   | 三重テレビ放送   | 独立局 （東名阪ネット6加盟） 共同制作局 | 木曜 22:45 - 23:15 | 2017年7月6日 - 9月7日 | |
| 京都府   | KBS京都          | 独立局 （東名阪ネット6加盟） 共同制作局 | 金曜 24:00 - 24:30 | 2017年7月7日 - 9月8日 | |
| 兵庫県   | サンテレビジョン | 独立局 （東名阪ネット6加盟） 共同制作局 | 日曜 23:30 - 24:00 | 2017年7月2日 - 9月3日 | |

## 舞台作品
- 『ヒストリーズ・ジャパン』（2015年10月22日 - 25日、新宿シアターモリエール）
- 『ヒストリーズ・ジャパン2016』（2016年4月12日 - 17日、新宿シアターモリエール）